# ベストライド
『ベストライド』は、a flood of circle4枚目のミニ・アルバム。

## 概要
- Duran脱退後、初の音源となるミニ・アルバム。
- 「リヴェンジソング」はこのタイミングで袂を分かった前マネージャーへのメッセージが歌詞となっている[1]。
- 「Trash Blues」のピアノは、元オトナモードの山本健太が弾いている[1]。
- ［心臓」は甥が生まれたことにインスパイアされて作られた[1]。
- リード曲「ベストライド」のMVが川崎競馬場で収録されたことから、同競馬場のメインレースで「ア・フラッド・オブ・サークル賞」が開催され、メンバーもプレゼンターとして登場した[2]。

## 収録曲
1. ベストライド - 04:17
2. One Shot Kill  - 03:06
3. YES  - 03:57
4. Trash Blues  - 02:25
5. 心臓  - 05:29
6. リヴェンジソング  - 02:49